# Seeta Qasemie
Seeta Qasemie (persisch سيتا قاسمى; * 6. April 1982 bei Kabul, Afghanistan) ist eine afghanische Sängerin und Komponistin, die in Deutschland lebt. Sie singt Balladen und Popsongs.

## Leben
Qasemie wurde in Afghanistan in einem Dorf bei Kabul geboren. Mit 15 Jahren kam sie mit ihrem deutlich älteren Mann nach Deutschland. Ihre Eltern und ihre zwei Brüder und vier Schwestern folgten ihr nach Deutschland. In Deutschland bekam das Paar zwei Kinder. Sie trennte sich nach einigen Jahren von ihrem Mann. Sie machte die Bekanntschaft von Sänger Valy Hedjasi, der ihr anbot, ein Album mit ihr aufzunehmen. Seeta Qasemie nahm dieses Angebot an und komponierte für Hedjasi Lieder wie „Delbareh Mehraban“ und „Bia tu“. Doch Hedjasi produzierte die Stücke, ohne Qasemies Mitwirkung zu erwähnen.
Sie sang außerdem Duette mit Aris Parwiz und Bashir Hamdard. 2010 sang sie das Duett Meena mit Shafiq Murid, für das die beiden 2012 bei der 1st Annual Award Ceremony von Ariana Afghanistan TV mit dem Preis in der Kategorie „Best Duet“ ausgezeichnet wurden.
Qasemie trat zweimal in der DiDAR-SHOW auf.
Seeta Qasemie beherrscht neben Dari und Paschto weitere Sprachen. In Paschto singt sie Duette mit Shafiq Murid. Ihre Lieder reichert sie mitunter mit indischem Gesang an, so in ihrer Eigenkomposition Mastam Mast. Themen ihrer Lieder sind vorwiegend Liebe und Trauer.

## Diskografie

### Alben
- Mohabbat
- Kabul Zeba
- بی وفا
- گل مریم

### EPs
- بهترین های

### Singles (Auswahl)
- Saqi Saqi Jan
- Jan Jan Yarakem
- Dam Ma Da Dam To
- Cheshmane Siahat
- Bibi Sanam
- Ba Taswiram Chi Mebini
- Eid Mubarak
- Yarake Bewafa
- Del Parayshanam
- Bewafaa
- Mohabbat
- Dukhtare Kochi
- Mastam Mast
- Meena
- Lamba Di Shoma
- Naath
- Chadare Ishq
- Watandar
- Zan
- Gharanay
- Angor-e-Shamali
- Sarbaz Watan

| Personendaten    | Personendaten                        |
| ---------------- | ------------------------------------ |
| NAME             | Qasemie, Seeta                       |
| ALTERNATIVNAMEN  | سيتا قاسمى (persisch)                |
| KURZBESCHREIBUNG | afghanische Sängerin und Komponistin |
| GEBURTSDATUM     | 6. April 1982                        |
| GEBURTSORT       | bei Kabul, Afghanistan               |